# Cleopsylla townsendi
Cleopsylla townsendi är en loppart som beskrevs av Rothschild 1914. Cleopsylla townsendi ingår i släktet Cleopsylla och familjen Stephanocircidae. Inga underarter finns listade i Catalogue of Life.